# Schaeffler Gruppe
Schaeffler Gruppe med varumärkena INA (Industrie-Nadellager), FAG och LuK är ett globalt verksamt industriföretag med tillverkning och marknadsföring av bland annat rullningslager, linjärlager och fordonskomponenter till verkstads- och fordonsindustrin i hela världen. Huvudkontoret ligger i Herzogenaurach utanför Nürnberg i Tyskland. 1946 grundades företaget av bröderna Wilhelm och Georg Schaeffler. Idag ägs företaget av Georg Schaefflers änka Maria-Elisabeth Schaeffler och sonen Georg F. W. Schaeffler.
INA Schaeffler producerar många varor inom området rullningslager, till exempel nållager, cylindriska rullager, kullager, linjärlager samt kundanpassade rullningslager och precisionskomponenter för fordonsindustrin och övrig maskinindustri.
Utöver tillverkning av rullningslager är motorkomponenter för styrning av ventiler ett stort område. INA tillverkar hydrauliska ventilspelsutjämnande komponenter som tryckare, vipparmar samt reglerutrustning för kontinuerlig reglering av kamaxelns förhållande till vevaxeln (CVVT, Continuous Variable valve timing). INA tillverkar dessutom all utrustning för drivning och dämpning av kamaxlar.
I augusti 2008 lade företaget ett bud på Continental AG och köpte 49,9 procent. 